# Fruset land
Fruset land (finska: Paha maa) är en finländsk dramafilm från 2005 i regi av Aku Louhimies, med Jasper Pääkkönen, Mikko Leppilampi och Pamela Tola i huvudrollerna. Handlingen kretsar kring en falsk 500-eurosedel, som bringar olycka till den som kommer i kontakt med den. Filmen bygger löst på novellen "Den falska kupongen" av Lev Tolstoj.
Filmen tävlade vid Göteborg International Film Festival där den vann Nordiska filmpriset och priset för bästa foto, samt fick mottaga Svenska kyrkans filmpris och FIPRESCI-priset. Den fick Jussistatyetten i åtta kategorier inklusive Bästa film och blev nominerad till Nordiska rådets filmpris. Den gick upp på bio i Sverige 3 februari 2006.

## Medverkande
- Jasper Pääkkönen som Niko
- Mikko Leppilampi som Tuomas
- Pamela Tola som Elina
- Petteri Summanen som Antti
- Matleena Kuusniemi som Hannele
- Mikko Kouki som Isto
- Sulevi Peltola som Hurskainen
- Pertti Sveholm som Smolander
- Samuli Edelmann som Matikainen